# On se moque du jardinier
Pour plus de détails, voir Fiche technique et Distribution.
On se moque du jardinier est un film britannique réalisé par James Bamforth, sorti en 1900. C'est un remake de L'Arroseur arrosé, réalisé par Louis Lumière. 

## Synopsis
Dans un grand parc, un jardinier arrose un massif de fleurs. Planté au centre de l'image, un thuya. Un jeune homme apparaît, et observe le jardinier en se dissimulant derrière le thuya. Il se retourne en direction de la caméra et prend le spectateur à témoin de la farce qu'il s'apprête à jouer. Il plie le tuyau, arrêtant le débit de l'eau, le jardinier inspecte l'extrémité de son bec d'arrosage, le jeune homme libère le tuyau, le jardinier est arrosé. Il se lance à la poursuite du farceur et finit par l'attraper, et le mène jusqu'au bec pour l'arroser copieusement. Le jeune homme s'enfuit, la colère du jardinier se voit encore sur son visage. 

## Fiche technique
- Titres originaux : A Joke on the Gardener ou The Biter Bit ou Gardener Watering Plants
- Titre français : On se moque du jardinier
- Réalisation : James Bamforth (1899)
- Format : 35 mm à 2 rangées de 4 perforations Edison par photogramme, noir et blanc, muet
- Date de sortie :
  - Royaume-Uni : 1900

## Analyse
C'est le premier exemple historique des Chase Films (films de poursuite) lancés par les cinéastes britanniques de l'École de Brighton, qui vont être imités dans le monde entier. Le film de Louis Lumière, Arroseur arrosé, est structuré comme s'il s'agissait d'une scène de music-hall, avec le déplacement latéral des comédiens, alors que le réalisateur français avait recours au cadrage de 3/4 face ou de dos quand il filmait une action à caractère documentaire : 

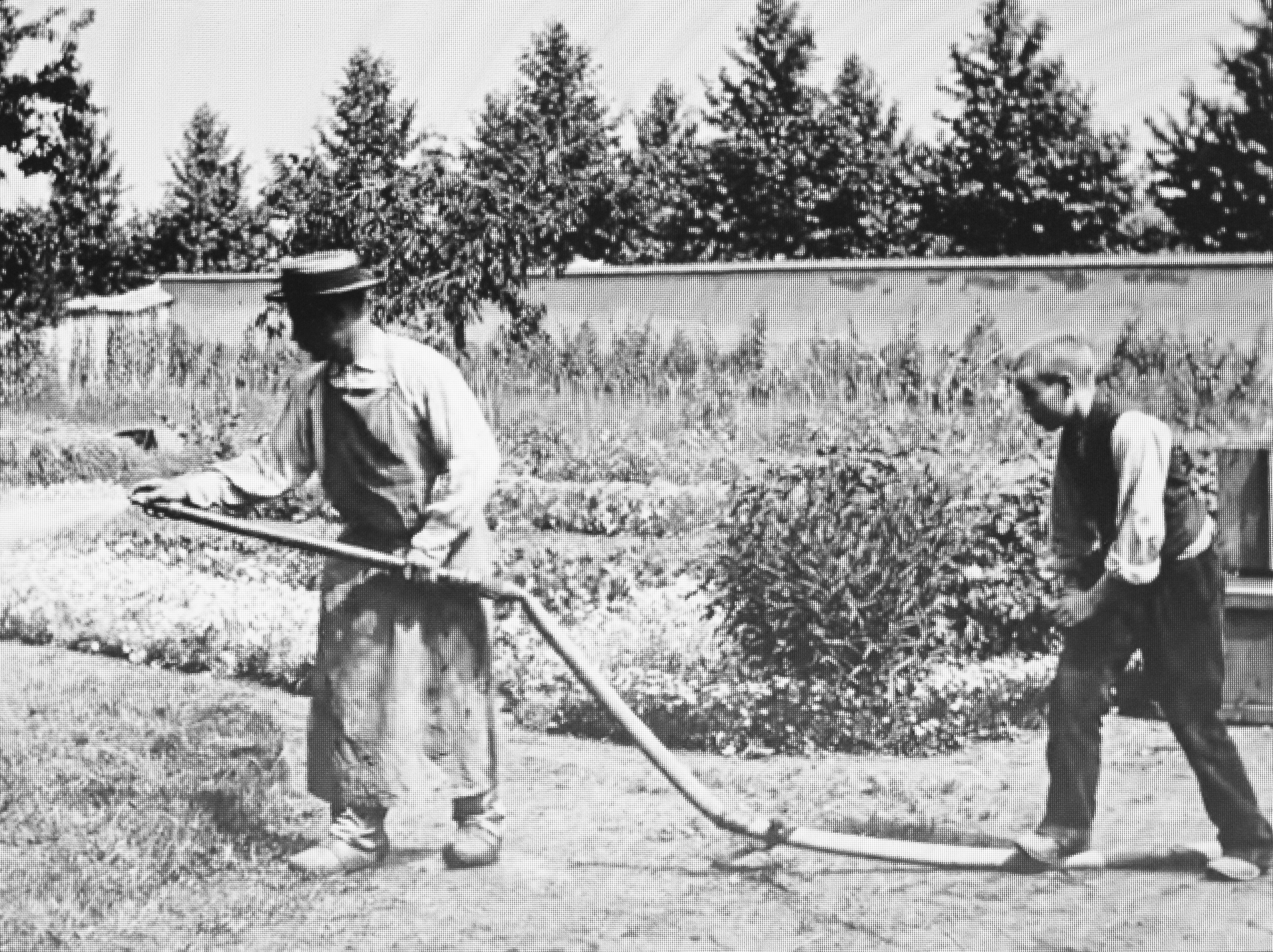
Pour mémoire : L'Arroseur arrosé, de Louis Lumière (axe frontal).
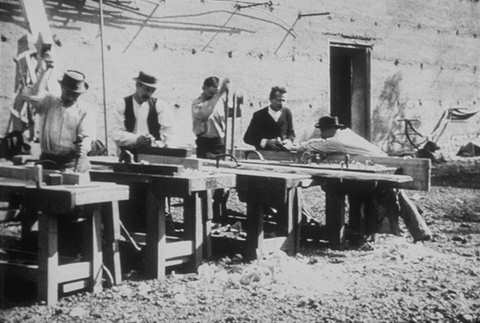
Pour mémoire : Menuisiers au travail, de Louis Lumière (diagonale du champ).

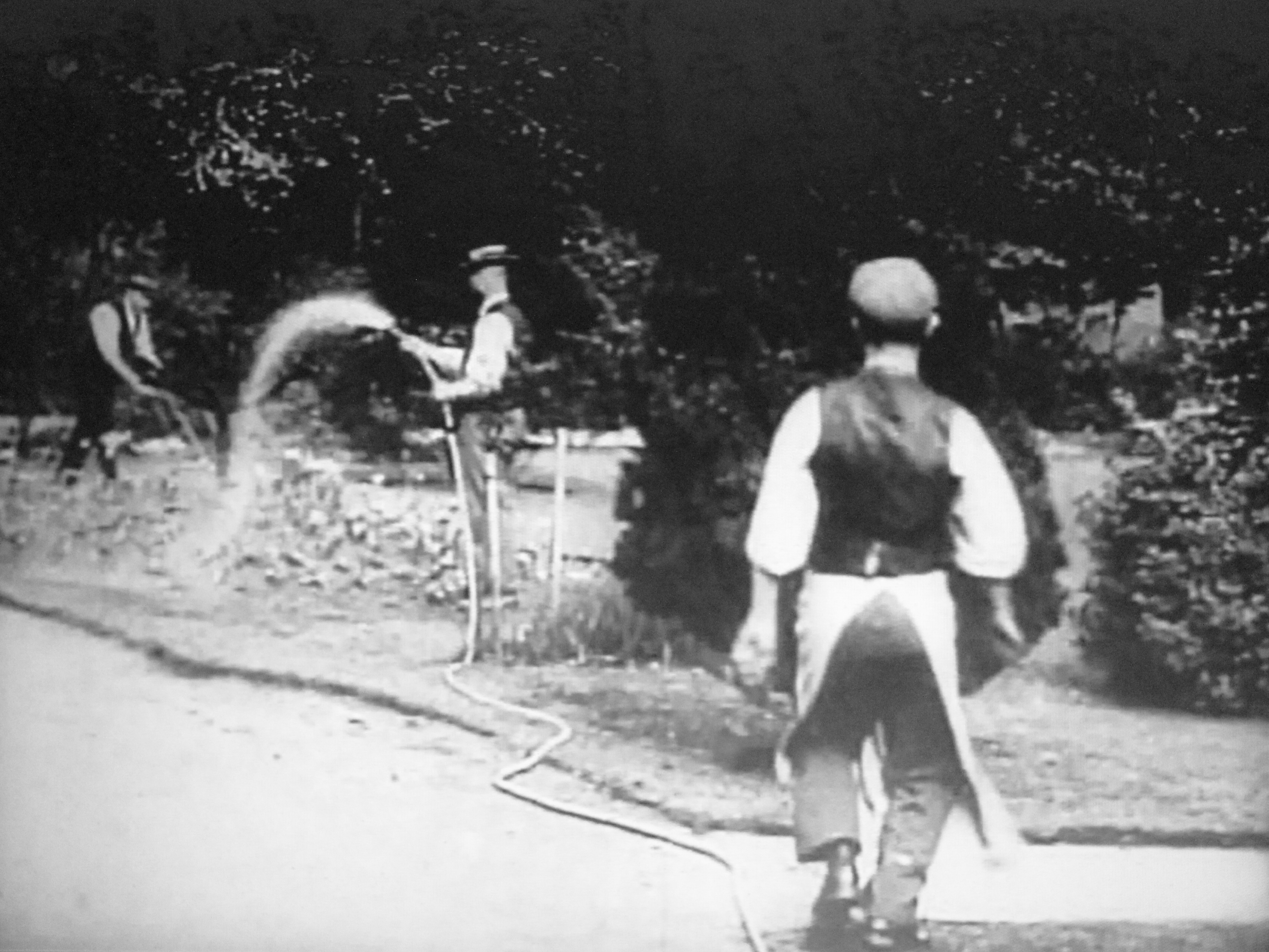
Début de On se moque du jardinier (1900).

James Bamforth, contrairement au principe théâtral de la prise de vues frontale, structure son film sur la diagonale du champ. Le tuyau d'arrosage serpente en suivant la diagonale de droite à gauche. Au fond, un second jardinier tond la pelouse, dont le rôle est d’étirer l’espace dans la profondeur de champ. Quant au personnage du farceur, plutôt que de faire une entrée de champ latérale, au même niveau que le jardinier, comme dans Arroseur arrosé, il débouche du hors-champ proche de la caméra et s’avance vers sa future victime suivant la diagonale du tuyau. Après avoir interrompu le jet, le farceur se retourne en s’esclaffant en direction de la caméra, ajoutant une autre dimension, celle du personnage par rapport aux spectateurs du film (regard caméra). La suite de la farce est connue. Quand le jardinier se lance à la poursuite du fautif, les deux hommes tournent autour du thuya, mais le farceur est rattrapé. L’arroseur arrosé revient en diagonale tout près de la caméra et fait une sortie de champ piteuse à droite, tandis que le jardinier, qui ne décolère pas, sort à son tour du champ près de la caméra, par la gauche. « La mise en scène en diagonale permet le redoublement de l’action qui nous apparaît alors plus riche, et surtout plus longue que la poursuite et la fessée de Louis Lumière. Et pourtant les deux films ont exactement la même durée. » Ce film permet de mesurer l'évolution rapide du langage du cinéma, quand on le compare au film de Louis Lumière, qui était déjà une élaboration plus poussée que les premiers films de l'histoire du cinéma, réalisés par William Kennedy Laurie Dickson, dans lesquels le fond noir du premier studio de cinéma, le Black Maria, bouchait l'image où seul apparaissait le sujet (technique du fond neutre ou du feutre noir, utilisée déjà en photographie).